# Kemumu
Kemumu is een bestuurslaag in het regentschap Bengkulu Utara van de provincie Bengkulu, Indonesië. Kemumu telt 2324 inwoners (volkstelling 2010).